# Australia ai XVI Giochi olimpici invernali
L'Australia partecipò ai XVI Giochi olimpici invernali, svoltisi ad Albertville, Francia, dall'8 al 23 febbraio 1992, con una delegazione di 22 atleti impegnati in nove discipline.